# 和琳
和琳（1753年8月26日—1796年9月28日），钮祜祿氏，字希齋，滿洲正紅旗第二参领第十四佐领下人，军机大臣和珅之弟。

## 生平
乾隆时由生员补吏部笔帖式，历任兵部侍郎、工部尚书等职。驍勇善戰，行事節儉，與福康安有深交。
廓爾喀侵擾後藏，將軍福康安往剿匪，乾隆帝命和琳督辦前藏以東臺站烏拉等事。再下命與鄂輝更番照料糧餉，擢升為工部尚書。和琳上疏陳賊酋拉特納巴都爾悔罪狀，朝廷下詔令福康安受降，偕和琳共同妥籌措善後。未幾，授職鑲白旗漢軍都統。又命和琳偕同孫士毅、惠齡覈辦察木多以西銷算事，仍舊處理西藏事務。
乾隆五十八年（1793年），予雲騎尉世職。乾隆五十九年（1794年），授四川總督一職。
乾隆六十年（1795年），貴州苗石柳鄧叛亂，擾正大、嗅腦、松桃，湖南苗吳半生、石三保響應其亂事，圍攻永綏，乾隆帝命雲貴總督福康安開往剿匪。和琳時方入京，至卬州，松桃匪已闌入秀山境。和琳聽聞示警馳往，督領參將張志林、都司馬瑜擊走賊匪；其後收復敗賊晏農，進攻礮木山黃陂，通道松桃：受賞雙眼花翎。當時福康安已解正大、嗅腦、松桃之圍，攻石柳鄧於大塘汛，和琳率兵與其會師，遂命參贊軍事；攻克蝦蟇碉、烏龍巖，降七十餘寨，封為一等宣勇伯。復攻下巖碧山，朝廷賞上服貂褂。又以降吳半生之軍功，賞黃帶。龍角碉、鴨保、天星諸寨大捷，加太子太保，賞玄狐端罩。
嘉慶元年（1796年），攻克結石岡、廖家冲、連峰諸隘，賞用紫韁。正當福康安逝世，命和琳督辦軍務。當時石三保已就虜獲，石柳鄧尚據平隴。奪尖雲山砲臺，收復乾州，賞三眼花翎。
同年八月，進軍圍攻平隴，和琳這時於軍中逝世，年僅43歲。晉贈一等宣勇公爵，賜諡號「忠壯」，賜祭葬，命配饗太廟，祀昭忠、賢良等祠，准其家建專祠。并且赐银一万两治丧，准其世袭罔替，已为太上皇帝的乾隆也亲临祭。
嘉慶四年（1799年），和珅受誅，廷臣論議和琳藉勢邀功，嘉慶帝亦追咎其會剿苗匪，牽制福康安，師出無功，命撤出太廟，毀去其專祠，奪其子豐紳宜綿公爵之位。

## 著作
- 《芸香堂詩集》二卷
- 《衛藏通志》十六卷[5]

## 子女
和琳有一子豐紳宜綿以及女兒二人，其中長女嫁與質郡王绵庆為嫡福晉。孫女成貴妃。友福康安家仆四川布政使林儁。

## 延伸阅读
[在维基数据编辑]
 《清史稿/卷319》，出自趙爾巽《清史稿》